# Duncan Cameron (pilote automobile)
Pour les articles homonymes, voir Duncan Cameron et Cameron.
Duncan Russel Cameron, né le 26 août 1971 à Liverpool en Angleterre, est un pilote automobile britannique qui participe à des épreuves d'endurance aux mains de voiture de grand tourisme dans des championnats tels que l'European Le Mans Series, le Championnat Britannique GT (en), le GT World Challenge Europe ainsi que les 24 Heures du Mans,.

## Palmarès

### Résultats aux24 Heures du Mans
| Année | Écurie         | Copilotes                     | Voiture                | Classe   | Tours | Pos. | Class Pos. |
| ----- | -------------- | ----------------------------- | ---------------------- | -------- | ----- | ---- | ---------- |
| 2015  | AF Corse       | Matthew Griffin Alex Mortimer | Ferrari 458 Italia GT2 | LMGTE Am | 241   | Abd. | Abd.       |
| 2016  | AF Corse       | Matthew Griffin Aaron Scott   | Ferrari 458 Italia GT2 | LMGTE Am | 289   | 43e  | 11e        |
| 2017  | Spirit of Race | Marco Cioci Aaron Scott       | Ferrari 488 GTE        | LMGTE Am | 331   | 28e  | 2e         |
| 2020  | Spirit of Race | Matthew Griffin Aaron Scott   | Ferrari 488 GTE Evo    | LMGTE Am | 78    | Abd. | Abd.       |

### Résultats auxEuropean Le Mans Series
| Année | Écurie         | Châssis                | Moteur                        | Classe | 1        | 2        | 3     | 4     | 5      | 6        | Position | Points |
| ----- | -------------- | ---------------------- | ----------------------------- | ------ | -------- | -------- | ----- | ----- | ------ | -------- | -------- | ------ |
| 2014  | AF Corse       | Ferrari 458 Italia GT2 | Ferrari F142GT 4.5 L V8 Atmo  | LM GTE | SIL 1    | IMO 7    | RBR 1 | LEC 1 | EST 11 |          | 2e       | 81.5   |
| 2015  | AF Corse       | Ferrari 458 Italia GT2 | Ferrari F142GT 4.5 L V8 Atmo  | LM GTE | SIL 3    | IMO 5    | RBR 2 | LEC 6 | EST 4  |          | 3e       | 63     |
| 2016  | AF Corse       | Ferrari 458 Italia GT2 | Ferrari F142GT 4.5 L V8 Atmo  | GTE    | SIL 4    | IMO 6    | RBR 8 | LEC 5 | SPA 3  | EST 3    | 6e       | 64     |
| 2017  | Spirit of Race | Ferrari 488 GTE        | Ferrari F154CB 3.9 L V8 Turbo | LMGTE  | SIL 4    | MON Abd. | RBR 1 | LEC 1 | SPA 4  | POR Abd. | 4e       | 77     |
| 2018  | Spirit of Race | Ferrari 488 GTE        | Ferrari F154CB 3.9 L V8 Turbo | LMGTE  | LEC Abd. | MON 1    | RBR 2 | SIL 3 | SPA 2  | POR 4    | 5e       | 79     |
| 2019  | Spirit of Race | Ferrari 488 GTE        | Ferrari F154CB 3.9 L V8 Turbo | LMGTE  | LEC 5    | MON 7    | BAR 3 | SIL 5 | SPA 3  | POR 4    | 5e       | 68     |
| 2020  | Spirit of Race | Ferrari 488 GTE Evo    | Ferrari F154CB 3.9 L V8 Turbo | LMGTE  | LEC Abd. | SPA 5    | LEC 1 | MON 4 | POR 5  |          | 3e       | 62     |
| 2021  | Spirit of Race | Ferrari 488 GTE Evo    | Ferrari F154CB 3.9 L V8 Turbo | LMGTE  | BAR 3    | RBR      | LEC   | MON   | SPA    | POR      |          |        |